# Jugoslawische Eishockeyliga
Der Jugoslawische Eishockey-Meister wurde seit 1939 ausgespielt. Der Meister wurde innerhalb der Jugoslawischen Eishockeyliga ermittelt, die die oberste Spielklasse der Jugoslawiens darstellte.
1939 wurde Jugoslawien in die Internationale Eishockey-Föderation aufgenommen. Im selben Jahr wurde die erste richtige jugoslawische Meisterschaft ausgetragen, die vom SK Ilirija Ljubljana errungen wurde. Während in den 1950er Jahren der HK Partizan Belgrad die Meisterschaft dominierte, konnten in den folgenden drei Jahrzehnten meist einer der beiden slowenischen Topclubs HK Jesenice und HK Olimpija Ljubljana den Titel erringen.
1991 wurde die jugoslawische Eishockeyliga aufgelöst, als sich die SFR Jugoslawien aufspaltete. Seither existieren mit der Serbischen Liga, der Kroatischen Liga sowie der Slowenischen Liga drei unabhängige nationale Meisterschaften. Formal spielte die Eishockeyliga Serbiens noch bis 2003 einen Jugoslawischen Meister aus.

## Meister
| - 1937: SK Ilirija Ljubljana* - 1938: SK Ilirija Ljubljana* - 1939: SK Ilirija Ljubljana - 1940: SK Ilirija Ljubljana - 1941–1946: nicht ausgespielt - 1947: KHL Mladost Zagreb - 1948: HK Partizan Belgrad - 1949: KHL Mladost Zagreb - 1950: nicht ausgespielt - 1951: HK Partizan Belgrad - 1952: HK Partizan Belgrad - 1953: HK Partizan Belgrad - 1954: HK Partizan Belgrad | - 1955: HK Partizan Belgrad - 1956: S.D.Zagreb - 1957: HK Jesenice - 1958: HK Jesenice - 1959: HK Jesenice - 1960: HK Jesenice - 1961: HK Jesenice - 1962: HK Jesenice - 1963: HK Jesenice - 1964: HK Jesenice - 1965: HK Jesenice - 1966: HK Jesenice - 1967: HK Jesenice | - 1968: HK Jesenice - 1969: HK Jesenice - 1970: HK Jesenice - 1971: HK Jesenice - 1972: HK Olimpija Ljubljana - 1973: HK Jesenice - 1974: HK Olimpija Ljubljana - 1975: HK Olimpija Ljubljana - 1976: HK Olimpija Ljubljana - 1977: HK Jesenice - 1978: HK Jesenice - 1979: HK Olimpija Ljubljana | - 1980: HK Olimpija Ljubljana - 1981: HK Jesenice - 1982: HK Jesenice - 1983: HK Olimpija Ljubljana - 1984: HK Olimpija Ljubljana - 1985: HK Jesenice - 1986: HK Partizan Belgrad - 1987: HK Jesenice - 1988: HK Jesenice - 1989: KHL Medveščak Zagreb - 1990: KHL Medveščak Zagreb - 1991: KHL Medveščak Zagreb |

* Einziger Teilnehmer